# Deutsche Touring
Die DTG Deutsche Touring GmbH ist ein deutsches Busunternehmen mit Sitz in München. Hauptgeschäftsfelder sind der internationale und nationale Linienbusverkehr.

## Geschichte
Das Unternehmen wurde 1948 gegründet und ist alleiniger Eigentümer von Touring Bohemia (Tschechien), Touring Croatia (Kroatien), Touring Serbia (Serbien) sowie Eurolines Scandinavia (Dänemark, Norwegen und Schweden). Ab 1985 war das Unternehmen Mitglied des Eurolines-Verbunds. 2023 wechselte das Unternehmen in den Flixbus-Verbund. Eine 40-prozentige Beteiligung an MootorReisi A.S. („Eurolines Baltic“) wurde 2009 an den Mehrheitseigner verkauft.
Bis 2005 besaß die DB Fernverkehr AG die Mehrheit an der Deutschen Touring, verkaufte ihre Anteile jedoch, da die Deutsche Bahn AG die Aktivitäten der DTG nicht mehr zu ihrem Kerngeschäft zählte. Ein Kaufpreis wurde offiziell nicht genannt, er wurde jedoch auf 30 Millionen Euro geschätzt. Dieser Verkauf war auch von Kritik begleitet, da vermutet wurde, die DTG könnte nun vermehrt in Konkurrenz zur Eisenbahn treten. Tatsächlich befand sich die DTG bereits seit 2005 in einem Rechtsstreit mit der Deutschen Bahn über die Einführung einer Fernbuslinie von Frankfurt nach Köln und Dortmund, der im Juni 2010 prinzipiell zu Gunsten der Deutschen Touring entschieden wurde.
Im Juli 2010 kündigte die DTG an, spätestens ab 2011 gemeinsam mit Partnerunternehmen ein flächendeckendes Busnetz zwischen deutschen Großstädten im Taktverkehr einzurichten.
Am 31. Dezember 2016 wurde Eurolines Scandinavia ApS zum Tochterunternehmen von Rødbillet salg ApS und war nicht mehr im Eurolines-Verbund.
Am 27. März 2017 meldete die Deutsche Touring Insolvenz an.
Im August 2017 wurde die Deutsche Touring vom langjährigen Partner CroatiaBus, einen Tochterunternehmen der Globtour-Gruppe, übernommen.

## Gesellschafter
Gesellschafter waren bis zur Insolvenz 2017 die spanische Ibero Eurosur S.L. (82,82 %), ein Konsortium der spanischen Busfirmen ALSA Grupo, Linebus und Monbus/Socitransa sowie der portugiesischen Busgenossenschaften Internorte und Intercentro, und die Ergo Reiseversicherung (17,18 %).
Seit August 2017 ist CroatiaBus alleiniger Gesellschafter.